# Alphacrambus
Alphacrambus és un gènere d'arnes de la família Crambidae. Alguns autors l'han col·locat a la família dels piràlids, però això sembla que és un error.

## Taxonomia
- Alphacrambus cristatus Bassi, 1995
- Alphacrambus parvus Bassi, 1995
- Alphacrambus phoeostrigellus (Hampson, 1903)
- Alphacrambus prodontellus (Hampson, 1919)
- Alphacrambus razowskii (Bleszynski, 1961)